# 上庄东岳庙
上庄东岳庙，位于北京市海淀区上庄镇永泰庄村，清朝是纳兰性德家族的家庙。

## 历史
上庄东岳庙始建于明朝，正名为“东岳行宫”。该庙属于民间庙宇建筑。清朝时期，上庄东岳庙被改建为纳兰性德家族的家庙。清朝康熙五十九年重修。
中华人民共和国成立后，上庄东岳庙被中国人民解放军第二六一医院占用，部分殿宇、四合院被改建为病房、宿舍、仓库使用。1990年代以来，在北京市有关部门的支持下，上庄东岳庙曾经过两次大修，庙宇建筑格局基本完整。 2003年起，中国人民解放军第二六一医院的住户开始迁出，但到2011年为止，仍有20余户居民居住在上庄东岳庙文物保护区范围内，海淀区和有关部门协商，计划采用土地置换方式，将这20余户居民自东岳庙内迁出。
上庄东岳庙占地面积约2万平方米，分为东、西两路：西路是主建筑，有四座殿宇；东路是一座三进的四合院。到21世纪初，部分建筑，例如钟楼，已经无存，钟楼原址建了一座小型水塔；几座大殿的窗户失去木棱，被砖头与木板堵死，正殿已改为仓库；院内还加盖有大量违法建筑。
此次迁出居民后，东岳庙内加盖的违法建筑也将拆除。2011年，东岳庙大修已列入海淀区文物抢险修缮计划。钟楼将在原地复建。被改造为仓库、宿舍的殿宇，也将参考历史文献恢复原貌。修缮以后的上庄东岳庙，将成为纳兰文化展示基地。2011年，北京上庄纳兰性德史迹陈列馆原馆长赵宝军称，已和上庄镇协商，计划在东岳庙内重张该陈列馆，展示纳兰家族史迹及纳兰性德生平、诗词作品。
2013年，永泰庄村书记助理平亚敏称，按照永泰庄村的初步规划，待东岳庙庙产的归属权问题解决以后，将拆除东岳庙内的违法建筑，恢复庙宇原貌，使东岳庙、戏台、庙前广场形成东岳庙文化区；占地面积2700平方米的庙前广场已经建成。2013年9月上旬，陈列馆在永泰庄村委会内重新开馆。
2012年4月18日（农历三月二十八日），北京市海淀区上庄镇永泰庄村首届东岳庙会开幕。
2014年1月，上庄东岳庙前殿“麒麟望月石雕”被盗，事后虽已报警，但文物很难追回。

## 建筑
东岳庙占地面积30余亩，约合2万平方米，坐北朝南，分为东、西二路，以西路为主。西路依次为山门、钟鼓楼（今钟楼无存）、前殿、正殿、后殿。山门造型别致，前殿拱券有精美的浮雕道教图案。东路是三进跨院，四合院格局。建筑中仍留存有精致的浮雕图案以及彩绘。庙前有戏台。